# Aniela Pająkówna
Aniela Pająkówna (ur. 1864 w Medyce, zm. 24 kwietnia 1912 w Chartreuse Neuville) – polska malarka, matka Stanisławy Przybyszewskiej.

## Życiorys
Urodziła się w rodzinie stangreta, dzięki jego pracodawcom, Helenie i Mieczysławowi Pawlikowskim, odbyła studia, początkowo w Krakowie, a od 1886  w Paryżu, m.in. w Académie Julian i Académie Colarossi. Studiowała też w Monachium.
W 1891 wróciła z Paryża do Lwowa, gdzie stworzyła własną pracownię. Zadebiutowała na wystawie Towarzystwa Przyjaciół Sztuk Pięknych we Lwowie w 1886 r. Od następnego roku zaczęła wystawiać w Towarzystwie Przyjaciół Sztuk Pięknych w Krakowie. Uczestniczyła też w I wystawie Stowarzyszenia Artystek Polskich w Sukiennicach w 1899 r. Wystawiała również za granicą, m.in. w Künstlerhaus w Wiedniu (1897), w Paryżu na Salon Société Nationale des Beaux-Arts, i od 1909 r. na Salon des Indépendants.
We Lwowie poznała Stanisława Przybyszewskiego, gdy przyjechał wygłaszać odczyt o Chopinie. Znała Przybyszewskiego już wcześniej z listów Heleny Pawlikowskiej. Przybyszewski zaczął bywać w pracowni malarskiej Pająkówny, zwierzał się jej z kłopotów, skarżył na brak gotówki. Między nimi nawiązał się romans, mimo że Przybyszewski był cztery lata młodszy i już żonaty. Owocem związku stała się córka, Stanisława, która urodziła się 1 października 1901 r. w Krakowie. Skutkiem posiadania nieślubnego dziecka było dla Pająkówny wykluczenie towarzyskie i zawodowe, a co za tym poszło, kłopoty finansowe.
W 1907 roku Aniela Pająkówna na stałe wyjechała z córką ze Lwowa do Wiednia, potem do Zurychu, Monachium, ostatecznie zamieszkała w roku 1909 w Paryżu. Zmarła w osamotnieniu we Francji 24 kwietnia 1912, przyczyną śmierci było zapalenie płuc. 